# بهارلی، زنگلان
بهارلی (به لاتین: Baharlı، به ارمنی: Գարնավան) یک منطقهٔ مسکونی در جمهوری آرتساخ است که در استان کاشاتاق واقع شده‌است.